# إسبانيولا
إسبانولا (بالإنجليزية: Española) هي إحدى مدن ولاية نيومكسيكو في الولايات المتحدة الأمريكية.

## المناخ
يظهر الجدول التالي التغييرات المناخية على مدار السنة لإسبانيولا:
| البيانات المناخية لـإسبانيولا     | البيانات المناخية لـإسبانيولا | البيانات المناخية لـإسبانيولا | البيانات المناخية لـإسبانيولا | البيانات المناخية لـإسبانيولا | البيانات المناخية لـإسبانيولا | البيانات المناخية لـإسبانيولا | البيانات المناخية لـإسبانيولا | البيانات المناخية لـإسبانيولا | البيانات المناخية لـإسبانيولا | البيانات المناخية لـإسبانيولا | البيانات المناخية لـإسبانيولا | البيانات المناخية لـإسبانيولا | البيانات المناخية لـإسبانيولا |
| الشهر                             | يناير                         | فبراير                        | مارس                          | أبريل                         | مايو                          | يونيو                         | يوليو                         | أغسطس                         | سبتمبر                        | أكتوبر                        | نوفمبر                        | ديسمبر                        | المعدل السنوي                 |
| --------------------------------- | ----------------------------- | ----------------------------- | ----------------------------- | ----------------------------- | ----------------------------- | ----------------------------- | ----------------------------- | ----------------------------- | ----------------------------- | ----------------------------- | ----------------------------- | ----------------------------- | ----------------------------- |
| الدرجة القصوى °ف (°م)             | 67 (19)                       | 75 (24)                       | 84 (29)                       | 88 (31)                       | 98 (37)                       | 105 (41)                      | 107 (42)                      | 103 (39)                      | 99 (37)                       | 89 (32)                       | 84 (29)                       | 72 (22)                       | 107 (42)                      |
| متوسط درجة الحرارة الكبرى °ف (°م) | 45 (7)                        | 52 (11)                       | 60 (16)                       | 69 (21)                       | 78 (26)                       | 88 (31)                       | 91 (33)                       | 87 (31)                       | 81 (27)                       | 72 (22)                       | 58 (14)                       | 47 (8)                        | 69 (21)                       |
| متوسط درجة الحرارة الصغرى °ف (°م) | 14 (−10)                      | 20 (−7)                       | 26 (−3)                       | 33 (1)                        | 41 (5)                        | 50 (10)                       | 57 (14)                       | 55 (13)                       | 47 (8)                        | 34 (1)                        | 24 (−4)                       | 15 (−9)                       | 35 (2)                        |
| أدنى درجة حرارة °ف (°م)           | −38 (−39)                     | −18 (−28)                     | 0 (−18)                       | 14 (−10)                      | 17 (−8)                       | 28 (−2)                       | 35 (2)                        | 37 (3)                        | 25 (−4)                       | 10 (−12)                      | −21 (−29)                     | −16 (−27)                     | −38 (−39)                     |
| الهطول إنش (مم)                   | 0.40 (10)                     | 0.40 (10)                     | 0.60 (15)                     | 0.60 (15)                     | 0.70 (18)                     | 0.70 (18)                     | 1.60 (41)                     | 1.90 (48)                     | 1.20 (30)                     | 0.90 (23)                     | 0.60 (15)                     | 0.50 (13)                     | 10.1 (256)                    |
| المصدر: weather.com               |                               |                               |                               |                               |                               |                               |                               |                               |                               |                               |                               |                               |                               |

## أعلام
- تشارلز إتش كورلت
- جاكوبو دي لا سيرنا
- روبرت بي. هال
- كينيث جون غونزاليس